# Attagenus
Attagenus là một chi bọ cánh cứngs. Chi này được tìm thấy ở vùng nhiệt đới châu Phi, miền Cổ bắc bao gồm châu Âu, Cận Đông, miền Tân bắc, Bắc Phi và Đông Á.

## Hình ảnh

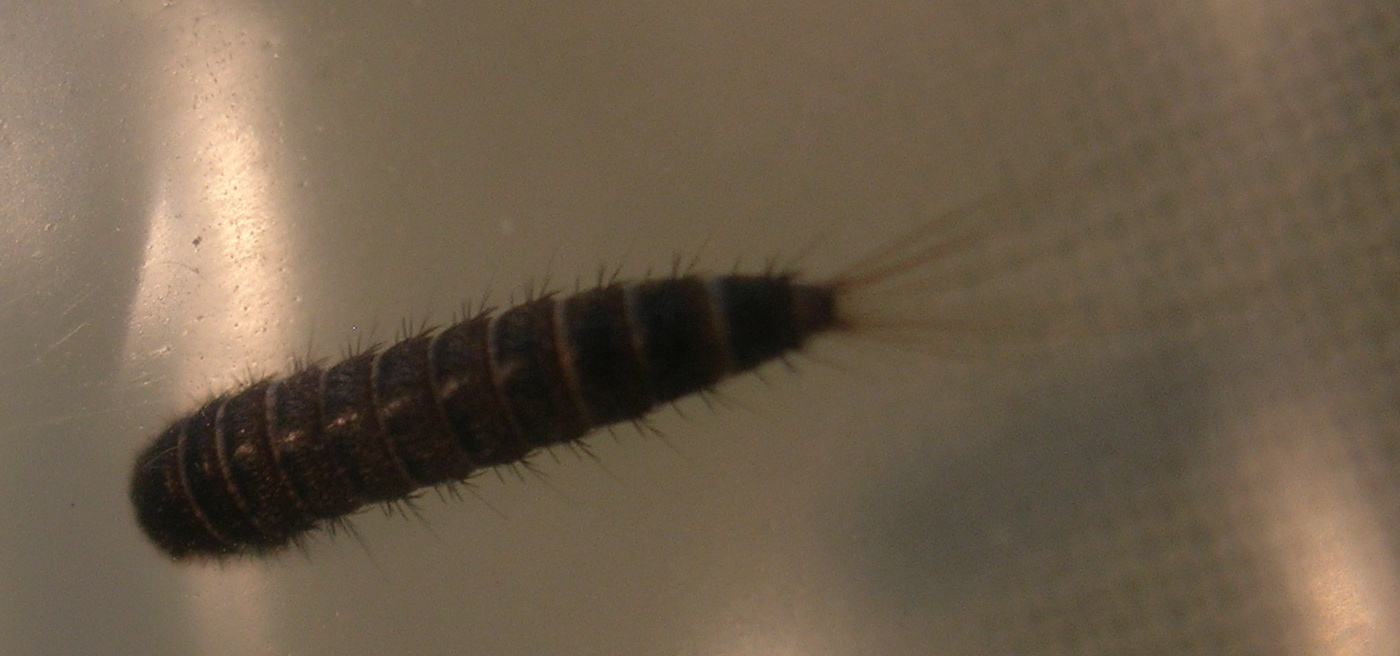
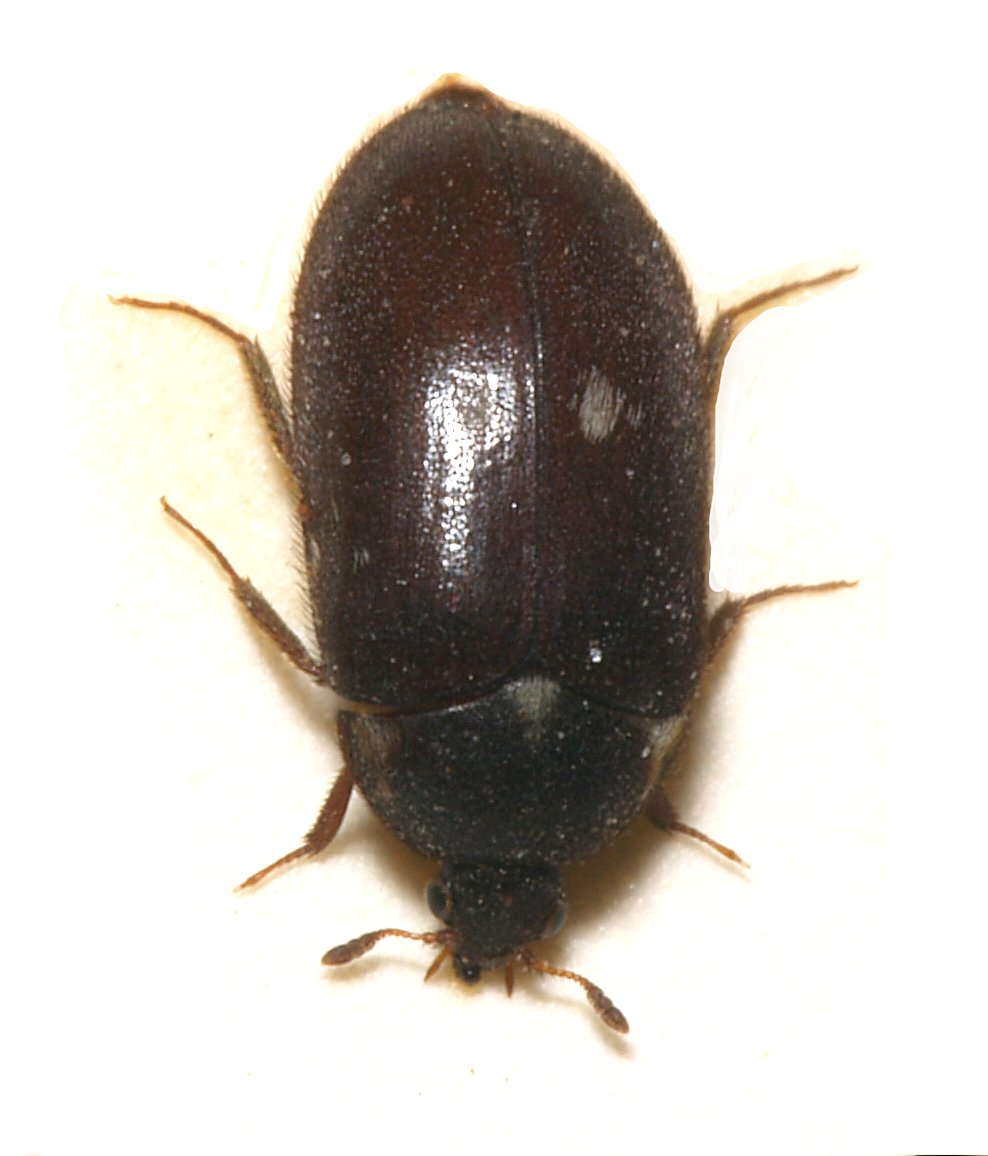
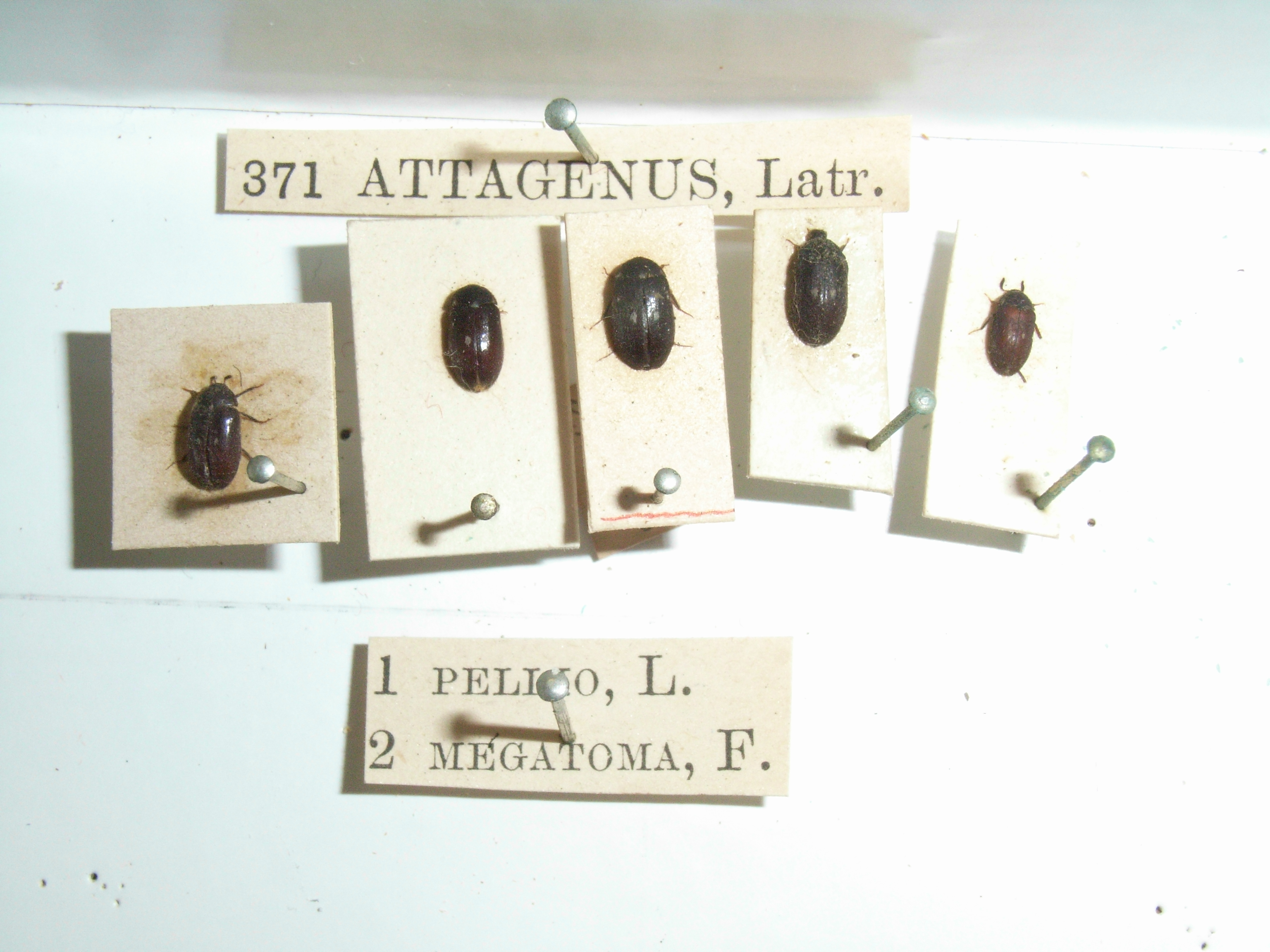